# Sergio IJssel
Sergio Romero IJssel (Paramaribo, 25 april 1979) is een Surinaams-Nederlands acteur, die bekend werd door zijn rol van Romeo Sanders in de AVROTROS-serie Flikken Maastricht.
IJssel studeerde af aan de Hogeschool voor de Kunsten te Utrecht, waar hij "Musical Centre" studeerde. Vanaf 1999 acteerde hij in het theater. Hiernaast deed hij reclamewerk en speelde hij gastrollen in onder andere Ernstige delicten, Shouf Shouf!, Sterke verhalen en Van Speijk. Ook speelde hij een kleine bijrol in The Passion 2017.
Sinds 2007 speelt IJssel de rol van politieagent Romeo Sanders in Flikken Maastricht. Ook acteert hij in sketches bij Het Klokhuis (2008), Comedy at Work en De Dino Show. Vanaf 2020 tot 2023 speelde hij Kevin in de reclamespotjes van Lidl, naast Thomas Acda. 